# Dover Publications
Dover Publications és una editorial estatunidenca fundada el 1941, amb seu a Mineola (Nova York).
Publica principalment llibres que ja no es publiquen més per les seves editorials originals, per tant, encara que no sempre, llibres de domini públic. Molts d'aquests llibres són de particular interès històric o d'alta qualitat. La política de Dover es basa en l'econòmic i durable, cosa que significa que els seus llibres són venuts a baix cost.
És molt coneguda per les seves reimpressions de clàssics de la literatura, música clàssica i d'imatges de domini públic del segle xix. També han publicat una àmplia col·lecció de textos de matemàtica, escacs, origami, ciència i enginyeria així com nombrosos llibres d'interès com a història de la ciència o història del disseny de mobles i treball de la fusta.
O'Reilly Media, l'editorial de llibres de computació, fa servir la línia d'art del catàleg de Dover per les il·lustracions dels seus llibres.